# Acalolepta basiplagiata
Acalolepta basiplagiata là một loài bọ cánh cứng trong họ Cerambycidae.